# Малі інтерферуючі РНК

Процесинг та біогенез коротких некодуючих РНК (піРНК, міРНК та мікроРНК), що беруть участь в РНК-інтерференції.

Малі інтерферуючі РНК або короткі інтерферуючі РНК, міРНК (англ. siRNA, англ. small interfering RNA) — це клас дволанцюгових молекул некодуючих РНК, довжиною 20-25 нуклеотидів. Взаємодія малих інтерферуючих РНК з матричною РНК (мРНК) гена-мішені відбувається за допомогою спеціального комплексу RISC та призводить до деградації цієї мРНК (в процесі РНК-інтерференції), запобігаючи трансляції на рибосомах в кодуючі нею білок. У кінцевому підсумку результат дії малих інтерферуючих РНК ідентичний тому, якби просто знижувалася експресія гена .